# Kanton Le Haut-Minervois
 Le Haut-Minervois  ( in 2015 Kanton Rieux-Minervois  ) is een kanton van het Franse departement Aude. Het kanton maakt deel uit van het arrondissement Carcassonne. In 2021 telde het 15.847 inwoners.

Het kanton werd gevormd ingevolge het decreet van 21 februari 2014 , met uitwerking op 22 maart 2015, met Rieux-Minervois als hoofdplaats.
De naam van het kanton werd aangepast op 1 januari 2016 bij toepassing van het decreet van 27 december 2015.

## Gemeenten
Het kanton omvat volgende gemeenten : 
- Aigues-Vives
- Azille
- Bagnoles
- Cabrespine
- Castans
- Caunes-Minervois
- Citou
- Laure-Minervois
- Lespinassière
- Limousis
- Pépieux
- Peyriac-Minervois
- Puichéric
- La Redorte
- Rieux-Minervois
- Rustiques
- Saint-Frichoux
- Sallèles-Cabardès
- Trassanel
- Trausse
- Villarzel-Cabardès
- Villegly
- Villeneuve-Minervois